# Callidulidae
Super-famille
Famille
Les Callidulidae sont une famille de lépidoptères, la seule de la super-famille des Calliduloidea.

## Sous-familles et genres
- Callidulinae
  - Pterodecta Butler, 1877
  - Tetragonus Geyer, 1832
  - Callidula Hübner, [1819]
  - Comella Pagenstecher, 1902
  - Cleis Guérin-Ménéville, 1831
- Griveaudiinae
  - Griveaudia Viette, 1958
- Pterothysaninae
  - Caloschemia Butler (syn. Helicomitra)
  - Pterothysanus Walker, 1854